# Palazzo Grimaldi (Neapel)

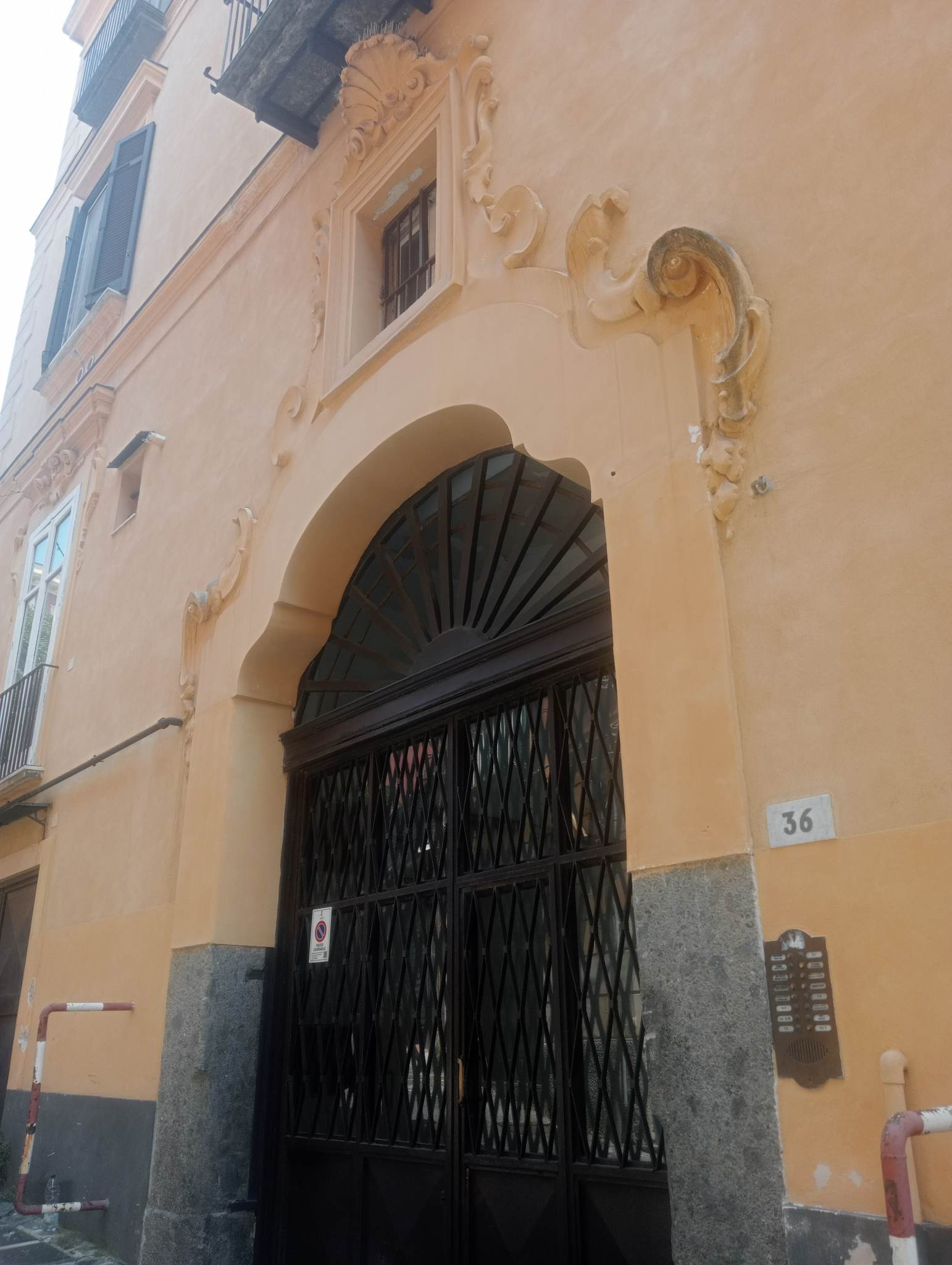
Palazzo Grimaldi in Neapel: Eingangstor

Der Palazzo Grimaldi ist ein Palast aus dem 18. Jahrhundert im Viertel Chiaia in Neapel in der italienischen Region Kampanien. Er liegt an der Arco Mirelli, 36.

## Geschichte
Über diesen Palast gibt es nur wenige historische Quellen. Aber die Art seiner Verzierungen lässt eine Errichtung im 18. Jahrhundert vermuten. Das provisorische Kataster auf Geheiß von Joachim Murat wurde zwischen 1815 und 1820 veröffentlicht und zeigt dieses Anwesen als Eigentum des Markgrafen von Civitaretenga, Vincenzo Grimaldi del Pezzo (1763–1835). 1834 heiratete seine Tochter Luisa, die letzte Erbin der Familie, Giovanni Giuseppe Torre. Der Sohn des Paares, Salvatore Torre (1843–1903), erbte somit die Adelstitel und auch diesen Palast.

## Beschreibung
Der Palast hat drei Stockwerke mit nüchternen Linien und ein Portal mit Rahmen aus Piperno. Auch die Fenster des ersten Obergeschoss haben Rahmen aus diesem Gestein und Friese aus Stuck im Rokokostil. Am Palast ist ein Garten angelegt, dessen Fläche allerdings mit Eröffnung des Corso Vittorio Emanuele Ende des 19. Jahrhunderts reduziert wurde.
Der Palast wurde in ein privates Wohnhaus umgebaut und befindet sich heute in exzellentem Erhaltungszustand.